# J·理查德·沃德号护航驱逐舰
J·理查德·沃德号护航驱逐舰（英語：USS J. Richard Ward，舷号：DE-243），是美国海军于第二次世界大战期间建造的一艘埃德索尔级护航驱逐舰，其舰名取自在珍珠港事件中阵亡的荣誉勋章获得者詹姆斯·理查德·沃德一等兵。
该舰由沃德一等兵的姐妹马乔里·沃德（Marjorie Ward）小姐冠名，于1942年9月30日在德克萨斯州休斯敦布朗造船公司铺设龙骨，随后于1943年1月6日下水。1943年7月5日，J·理查德·沃德号正式服役，交由托马斯·斯蒂芬·邓斯坦（Thomas Stephen Dunstan）少校指挥。

## 设计与装备
埃德索尔级护航驱逐舰的设计与巴克利级护航驱逐舰类似，均采用长船体并建有较高的舰桥。该级护航驱逐舰配备3英寸（76毫米）50倍径单装主炮，后续曾计划更换为5英寸（127毫米）38倍径主炮，但最终没有实际执行。该级护航驱逐舰由4台费尔班克斯-莫尔斯38D8-1/8-10内燃机提供动力，总功率最高可达6000匹马力，最高航速21节。其燃料舱可携带312吨重油，在12节航速下航程可达11000海里。此外，该级舰船还配备有较完善的侦查搜索系统，包括SL或SU水面雷达、SA对空雷达、QC声呐系统以及用于监听潜艇无线电的HF/DF天线。

## 服役历史
在百慕大完成试航调整后，J·理查德·沃德号于1943年9月1日在南卡罗来纳州查尔斯顿加入大西洋护航舰队，此后的数个月内，她3次护送船团跨越大西洋，协助盟军将物资由诺福克运至直布罗陀。1944年3月，J·理查德·沃德号加入的黎波里号护航航空母舰所在猎潜大队，跟随其在巴西至佛得角航线执行任务。7月，她返回诺福克训练学员，8月，她又被调至科尔号护航航空母舰所在猎潜大队。8月8日，舰队启程前往百慕大训练，随后驶往大西洋指定海域搜寻敌军潜艇，期间J·理查德·沃德号参加了对多个可疑目标的攻击行动。舰队随后在纽芬兰阿真舍进行了补给，最终于10月9日返回纽约。此后直至德国投降，J·理查德·沃德号都在大西洋执行巡逻等任务。
1945年5月11日，J·理查德·沃德号结束其最后一次大西洋巡逻进入波士顿海军造船厂接受太平洋战区适应性改造，6月28日，她离港前往加勒比地区进行试航调整，随后经巴拿马运河前往夏威夷，但她在抵达目的地前就收到了日本投降的消息。9月1日，她最终抵达珍珠港，随后被派往的黎波里号护航航空母舰所在舰队提供掩护。
10月17日，J·理查德·沃德号抵达圣迭戈，随后经巴拿马运河前往诺福克。12月13日，该舰抵达格林科夫斯普林斯，最终于1946年6月13日在该地退役。1971年1月2日，J·理查德·沃德号自美国海军除籍，随后于次年4月10日被出售拆解。

## 荣誉
J·理查德·沃德号服役期间所获荣誉如下：
| Bronze star |

| 美国战役奖章 （1枚战斗之星） | 第二次世界大战胜利奖章 |

## 历任舰长
| 姓名       | 译名                  | 军衔             | 所属军种       | 任职时间                |
| ---------- | --------------------- | ---------------- | -------------- | ----------------------- |
|            | 托马斯·斯蒂芬·邓斯坦  | 少校             | 美国海军预备役 | 1943年7月5日            |
|            | 大卫·A·史密斯         | 上尉（升任少校） | 美国海军预备役 | 1943年9月14日           |
|            | 小约翰·麦迪逊·科克斯  | 中校             | 美国海军预备役 | 1944年2月26日           |
|            | 小厄尔·白金汉·西利    | 上尉（升任少校） | 美国海军预备役 | 1944年6月22日           |
|            | 理查德·查尔斯·莫拉尔  | 上尉             | 美国海军预备役 | 1945年11月6日           |
|            | 詹姆斯·M·柯克帕特里克 | 上尉             | 美国海军预备役 | 1945年12月              |
|            | 大卫·V·科林斯         | 中尉             | 美国海军预备役 | 1946年3月-1946年6月13日 |
| 参考文献： |                       |                  |                |                         |